# Annie Thorisdottir
Annie Mist Þórisdóttir (Reykjavík, Islàndia, 18 de setembre de 1989) és una atleta professional i entrenadora de CrossFit.
Amb 8 anys, Annie va començar fent gimnàstica durant nou anys i després va començar a practicar ballet durant dos anys. La seua gran afició per l'esport va portar-la a aficionar-se al salt amb perxa, modalitat que va entrenar de forma intensiva durant dos anys de cara als Jocs Olímpics de 2012.
El CrossFit acabar sent un dels seus esports favorits després que el 2009 un amic li parlara sobre una la primera competició que se celebrava a Islàndia i li va ensenyar els exercicis més comuns de l'esport. Sorprenentment, Annie va quedar guanyadora en la seua primera competició.
L'afició pel CrossFit va anar en augment i va decidir fer un pas més per competir als CrossFit Games quan tenia 19 anys. Va tractar d'aprendre i entrenar tot el possible durant els dos mesos previs a la competició. Amb tan sols un esdeveniment previ a la final, Annie es trobava en la segona posició. Havia de fer muscle-ups (dominada completa) i mai n'havia fet, pel que va haver d'aprendre en la pròpia competició, acabant les repeticions i finalitzant onzena.
Després de dos anys competint i entrenant per aconseguir bons resultats, va aconseguir proclamar-se campiona dels CrossFit Games 2011 i 2012.
Annie fou la primera dona en guanyar els CrossFit Games en més d'una ocasió, fita que seria igualada per Katrin Davisdottir i superada per Tia-Clair Toomey. A més, també quedà en segon lloc el 2010 i 2014, i en tercera posició el 2017.
Va finalitzar en primera posició de la categoria femenina en la Dubai Fitness Competition de 2013, guanyant més de 650,000 dirhams (160.000 euros). A més, va aconseguir demostrar el seu gran estat físic quan va derrotar al jugador de la NFL Justin Forsett, en un concurs de push-ups quan ella tornava d'una lesió a l'esquena.